# Kaisei Yui
Kaisei Yui (jap. 油井 快晴, Yui Kaisei; * 6. Februar 1996) ist ein japanischer Sprinter, der sich auf den 400-Meter-Lauf spezialisiert hat.
In der 4-mal-400-Meter-Staffel schied er 2014 mit der japanischen Mannschaft bei den Leichtathletik-Hallenweltmeisterschaften in Sopot im Vorlauf aus und gewann bei den Leichtathletik-Juniorenweltmeisterschaften in Eugene Silber. Beim Leichtathletik-Continentalcup in Marrakesch wurde er mit der asiatisch-pazifischen Stafette Vierter.
Seine persönliche Bestzeit von 46,36 s stellte er am 27. Juni 2015 in Niigata auf.